# توماس بيلي
توماس بيلي هو عسكري كندي، ولد في 4 أكتوبر 1796، وتوفي في 20 مايو 1863.